# Municipio de Wayne (condado de Noble, Indiana)
El municipio de Wayne (en inglés: Wayne Township) es un municipio ubicado en el condado de Noble en el estado estadounidense de Indiana. En el año 2010 tenía una población de 10 260 habitantes y una densidad poblacional de 108,91 personas por km².

## Geografía
El municipio de Wayne se encuentra ubicado en las coordenadas 41°29′5″N 85°14′27″O / 41.48472, -85.24083. Según la Oficina del Censo de los Estados Unidos, el municipio tiene una superficie total de 94.21 km², de la cual 91,85 km² corresponden a tierra firme y (2,5 %) 2,35 km² es agua.

## Demografía
Según el censo de 2010, había 10 260 personas residiendo en el municipio de Wayne. La densidad de población era de 108,91 hab./km². De los 10 260 habitantes, el municipio de Wayne estaba compuesto por el 95,93 % blancos, el 0,45 % eran afroamericanos, el 0,18 % eran amerindios, el 0,58 % eran asiáticos, el 1,52 % eran de otras razas y el 1,35 % eran de una mezcla de razas. Del total de la población el 3,28 % eran hispanos o latinos de cualquier raza.